# Oliepers
Oliepersen is een mechanische methode voor het verkrijgen van olie uit rauwe voedingsmiddelen. Dit kan machinaal of handmatig gedaan worden. De typische bron van voedingsoliën zijn noten, zaden en algen. Na het verwijderen van de olie blijven samengeperste vaste bestanddelen over, de zogenaamde perskoek. Deze is geschikt voor verschillende gerechten maar kan ook gebruikt worden als veevoer, brandstof of mest.

## Twee werkingsprincipes
Het persen kan gebeuren in een periodiek proces of in een continu proces:
- Bij oliepersen die werken met een periodiek proces, wordt een hoeveelheid te persen materiaal in een cilinder aangebracht, waarna deze met grote kracht en vaak ook onder verhitting wordt samengeperst. Dit gebeurt meestal hydraulisch. De olie verlaat de cilinder via kleine openingen aan de onderkant; de overige bestanddelen blijven achter als perskoek.
- Oliepersen die werken met een continu proces, doen dit met behulp van een schroefvormige vijzel (vijzelpers). Deze transporteert het materiaal door een buis, de zg. 'persbuis'. Aan het einde van de vijzel neemt de druk sterk toe waardoor het materiaal samengeperst wordt. Daardoor komt de olie vrij. Deze verlaat de persbuis door een kleine opening aan de onderkant. De overblijvende perskoek wordt er via openingen aan het uiteinde uitgedreven.

## Handmatig aangedreven vijzel-oliepersen
Bij handmatig aangedreven vijzelpersen is het vaak nodig de pers met een externe warmtebron te verwarmen. Zonder externe warmtebron kan het handmatige ronddraaien van de slinger bij harde zaden en noten veel kracht vergen en de pers schade toebrengen.

### Piteba-oliepers
De Piteba-oliepers is een eenvoudige handaangedreven pers voor oliehoudende zaden en noten.
De vader van de maker (Edwin Blaak) deed in Nepal ontwikkelingswerk en zocht naar een oliepers voor gebruik in gebieden waar olierijke zaden werden geoogst, maar waar de mensen geen gereedschap hadden om de olie eruit te halen.
Edwin Blaak ontwierp een oliepers die gebaseerd is op de Groninger koolzaadoliepersen die in het begin van de 20e eeuw in Nederland werden gebruikt.
Deze Piteba-persen worden sinds 2005 met de hand gemaakt in het Groningse Scheemda.
Uit het oogpunt van voedselveiligheid is de Piteba-pers niet geverfd, maar gepoedercoat met een milieuvriendelijke beschermlaag die geen oplosmiddelen bevat. De coating lost niet op in olie en is bestand tegen hoge temperaturen.

### Rajkumar-oliepers
In 2008 werd door de Indiase machinefabriek Rajkumar Agro Engineers PVT de Rajkumar Hand Operated Oil Expeller op de markt gebracht, een namaak handaangedreven oliepers die door het ontwerp, de kleur en het gebruik van een oliebrander lijkt op de Piteba-pers, maar hij wordt in tegenstelling tot de Groningse pers geleverd met een standaard om aan de zijkant te bevestigen, een inlaattrechter die aan de bovenkant bevestigd kan worden om de zaden en noten de pers in te geleiden, een kantelbak om de perskoek van het apparaat weg te geleiden, en een afvoergoot om de olie naar een container te geleiden.

## Fotogalerij

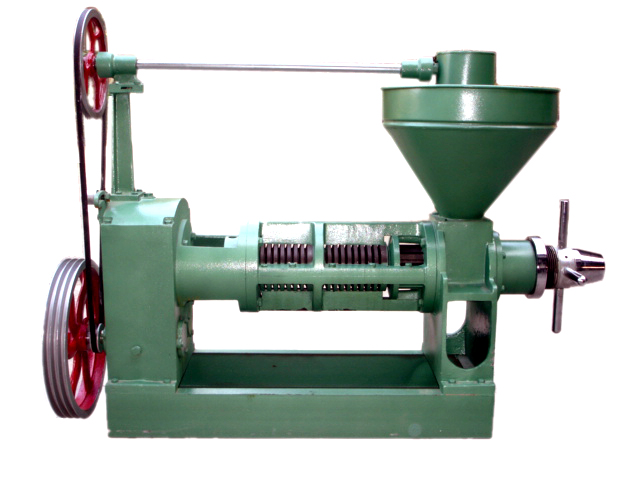
Voorbeeld van een machinale oliepers
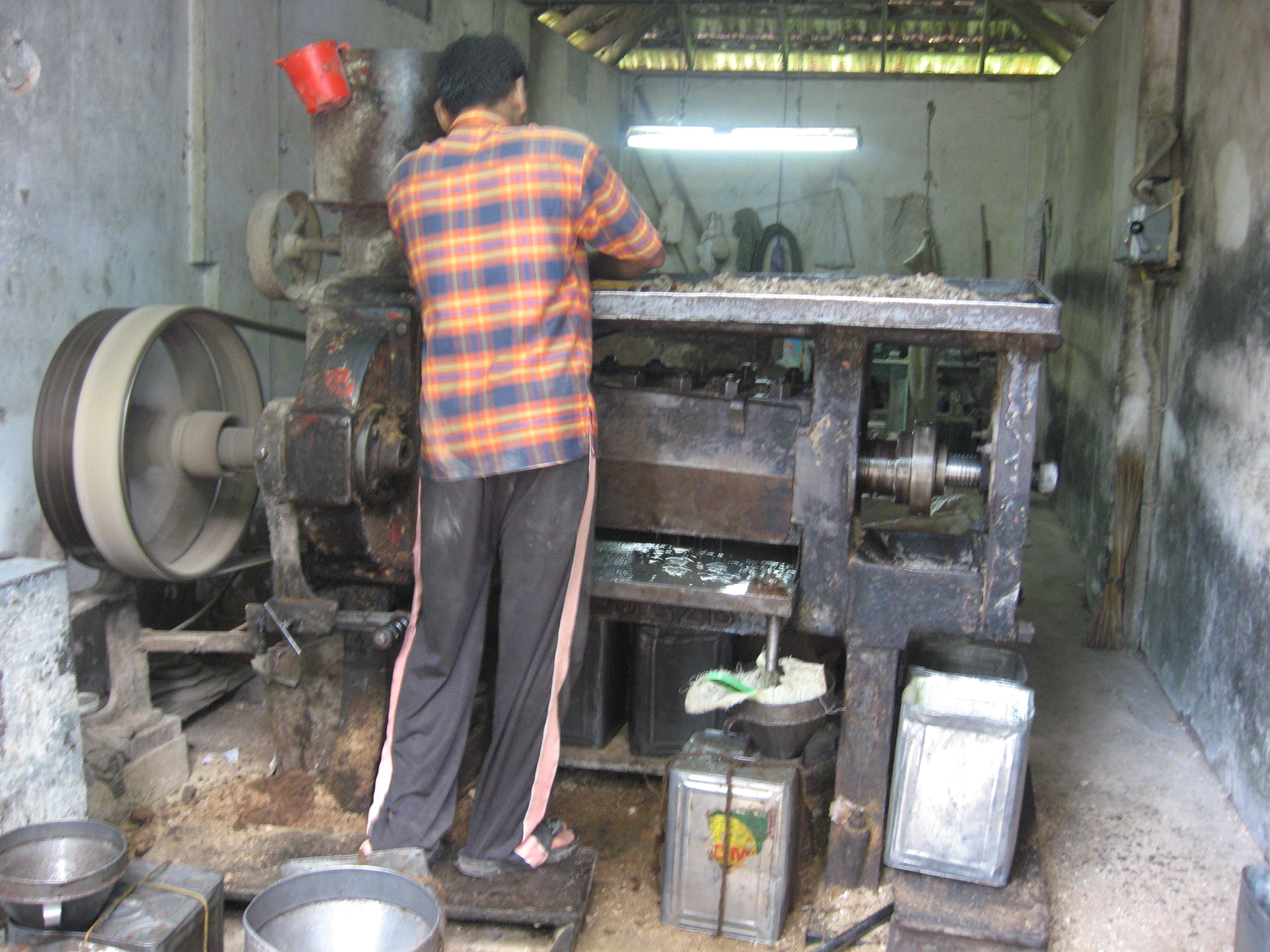
Het persen van kokosnootolie uit copra op een oliemolen in India
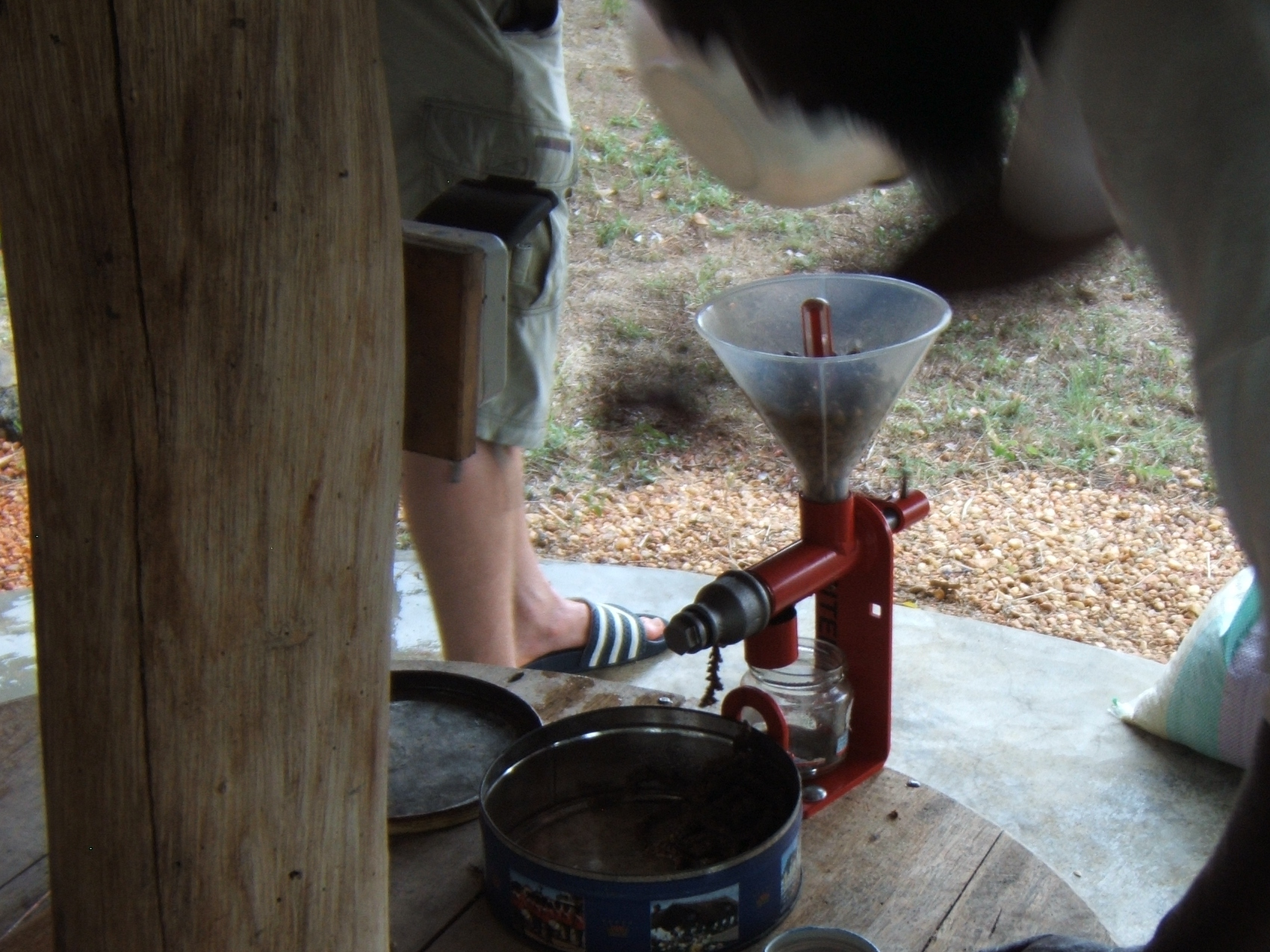
Het gebruik van de Piteba-oliepers in Ghana
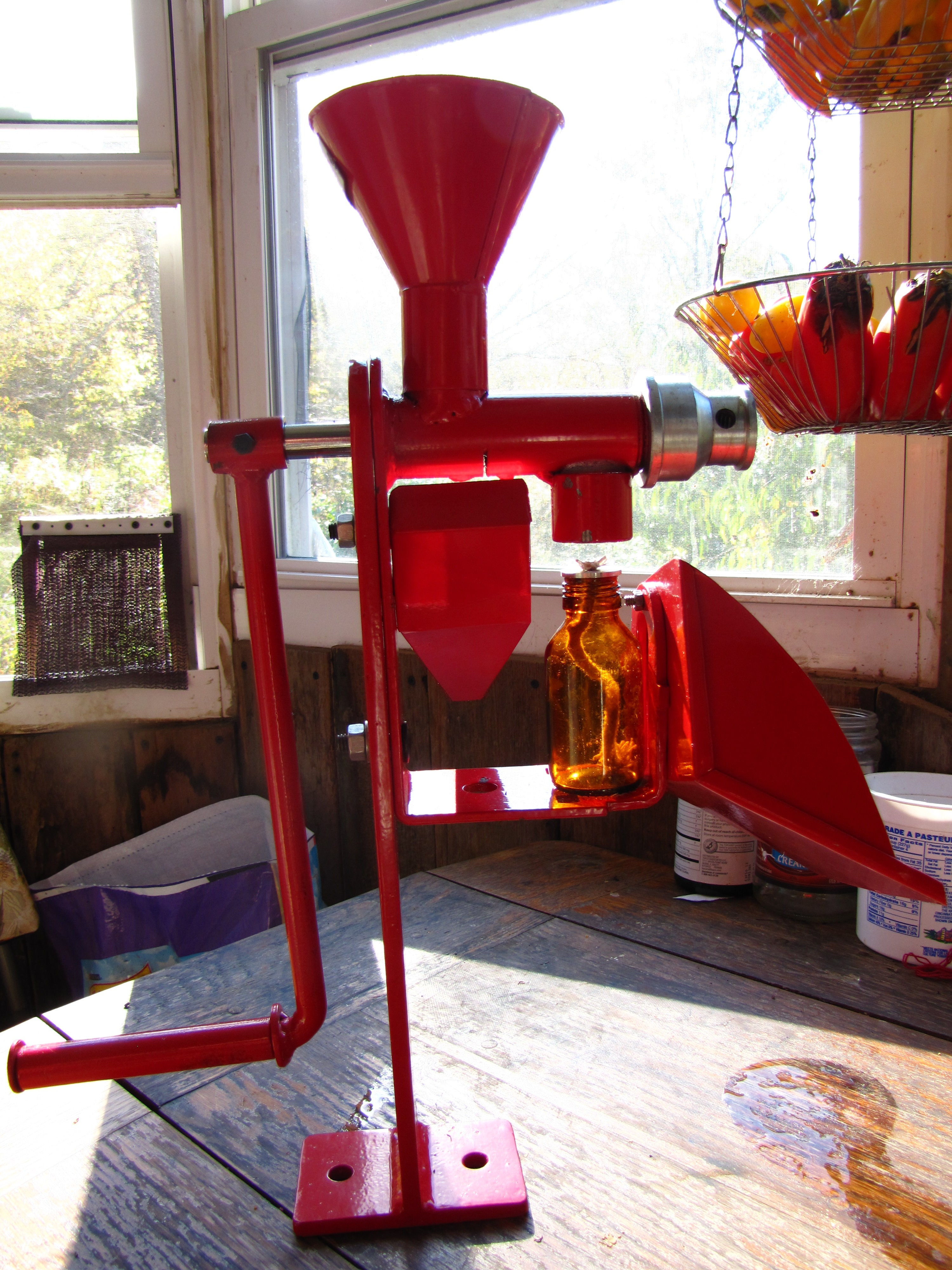
Rajkumar-oliepers